# Нантюа
Нантюа́ (фр. Nantua) — коммуна во французском департаменте Эн, административный центр округа  Нантюа и кантона Нантюа.

## Географическое положение
Нантюа лежит на высоте 480 м над уровнем моря, в 30 км восточнее города Бурк-ан-Брес и 45 км западнее Женевы в горах Юра.

## История
Король Франции Карл II Лысый был погребён первоначально тут, затем его останки были перенесены в аббатство Сен-Дени.
Одноименное озеро, на берегу которого расположена коммуна, дало название знаменитому французскому раковому соусу Нантюа.

## Города-побратимы
- Брембилла, Италия (2011)